# Morbus
Morbus (m.) ist das lateinische Wort für Krankheit. In der Sprache der Medizin gibt Morbus in Verbindung mit dem Namen des Erstbeschreibers einer Erkrankung einen Namen (siehe: Eponym), wobei oft verschiedene Namen für die gleiche Erkrankung üblich sind. 
Im englischen Sprachraum ist zwar die Verwendung von Morbus unüblich, die Krankheiten werden trotzdem häufig mit dem Namen des Erstbeschreibers benannt. Analog zur Konstruktion im Deutschen Basedow'sche Krankheit heißt beispielsweise der Morbus Basedow im Englischen  Graves' disease.

## A
- Morbus d'Acosta = Höhenkrankheit
- Morbus Adamantiades-Behçet = Morbus Behçet
- Morbus Addison = Primäre Nebennierenrindeninsuffizienz
- Morbus Ahlbäck
- Morbus Albers-Schönberg = Osteopetrose
- Morbus Alexander = Alexander-Krankheit
- Morbus Alpers = Alpers-Huttenlocher-Syndrom
- Morbus Alzheimer = Alzheimer-Krankheit
- Morbus Andersen
- Morbus Angelman = Angelman-Syndrom
- Morbus Apert = Apert-Syndrom
- Morbus Asperger = Asperger-Autismus
- Morbus attonitus = Katalepsie
- Morbus Aujeszky = Pseudowut

## B
- Morbus Baastrup
- Morbus Baló = Konzentrische Sklerose Baló
- Morbus Bang = Brucellose
- Morbus Barlow = myxoide Degeneration der Mitralklappe
- Morbus Basedow
- Morbus Batten
- Morbus Bechterew = Spondylitis ankylosans
- Morbus Behçet
- Morbus Berger = IgA-Nephritis
- Morbus Best = Best-Krankheit
- Morbus Biermer = perniziöse Anämie
- Morbus Bing-Horton = Cluster-Kopfschmerz
- Morbus Binswanger = Subkortikale arteriosklerotische Enzephalopathie
- Morbus Bleuler = Schizophrenie
- Morbus Blount = Blount-Krankheit
- Morbus Boeck = Sarkoidose
- Morbus Bornholm = Epidemische Pleurodynie
- Morbus Bourneville-Pringle = Tuberöse Sklerose
- Morbus Bowen
- Morbus Bruton = Bruton-Syndrom
- Morbus Buerger = Endangiitis obliterans

## C
- Morbus caducus = selten gebrauchte Bezeichnung für Epilepsie
- Morbus caeruleus = ein Krankheitsbild mit Zyanose
- Morbus Caisson = Dekompressionskrankheit
- Morbus Canavan
- Morbus Carre = Staupe
- Morbus Castleman
- Morbus Ceelen = Ceelen-Gellerstedt-Syndrom
- Morbus Chagas = Chagas-Krankheit
- Morbus Charcot (veralt.) = Multiple Sklerose sowie die Amyotrophe Lateralsklerose

- Morbus Charcot-Marie-Tooth
- Morbus Chassaignac = Radiuskopf-Subluxation
- Morbus Coats
- Morbus comitialis = Epilepsie
- Morbus Conn = Primärer Hyperaldosteronismus
- Morbus Cori = Cori-Krankheit
- Morbus Crohn
- Morbus Crouzon = Crouzon-Syndrom
- Morbus Curschmann-Steinert = Myotone Dystrophie Typ I
- Morbus Cushing
- Morbus Czernin = Mastozytose

## D
- Morbus Darier
- Morbus Degos = Degos-Syndrom
- Morbus Dent = Dent-Syndrom
- Morbus Dercum = Lipomatosis dolorosa
- Morbus Down = Down-Syndrom
- Morbus Dubreuilh = Lentigo maligna
- Morbus Duchenne = Muskeldystrophie Duchenne
- Morbus Duhring = Dermatitis herpetiformis Duhring
- Morbus Dupuytren

## E
- Morbus Eales
- Morbus Ebstein = Ebstein-Anomalie
- Morbus Erdheim-Chester = Erdheim-Chester-Erkrankung
- Morbus Erdheim-Gsell = Zystische Medianekrose Erdheim-Gsell
- Morbus Eulenburg = Paramyotonia congenita

## F
- Morbus Fabry
- Morbus Fahr
- Morbus Farber = Farber-Syndrom
- Morbus Farquhar = Hämophagozytische Lymphohistiozytose
- Morbus Feer = Akrodynie
- Morbus Felty = Felty-Syndrom
- Morbus Fiedler = idiopathische, nichtinfektiöse Myokarditis
- Morbus Flegel = Hyperkeratosis lenticularis perstans
- Morbus Forbes = Cori-Krankheit
- Morbus Forestier
- Morbus Fournier = Fournier-Gangrän
- Morbus Frey = Frey-Syndrom
- Morbus Friedreich = Friedreich-Ataxie
- Morbus Fröhlich = Fröhlich-Syndrom

## G
- Morbus gallicus (veralt.) = Syphilis
- Morbus Gaucher
- Morbus Gilbert = Morbus Meulengracht
- Morbus Glanzmann-Nägeli = Glanzmann-Thrombasthenie
- Morbus Günther
- Morbus Grover

## H
- Morbus Haas = avaskuläre Osteonekrose des Humeruskopfes
- Morbus haemolyticus neonatorum
- Morbus haemorrhagicus neonatorum
- Morbus Hailey-Hailey
- Morbus Hallopeau
- Morbus Hansen = Lepra
- Morbus Hashimoto = Hashimoto-Thyreoiditis
- Morbus Heck = Fokale epitheliale Hyperplasie
- Morbus Hers
- Morbus Herxheimer = Akrodermatitis chronica atrophicans Herxheimer
- Morbus Hippel-Lindau = Von-Hippel-Lindau-Syndrom
- Morbus Hirschsprung = Kongenitales Megakolon
- Morbus Hodgkin = Hodgkin-Lymphom
- Morbus Horton = Riesenzellarteriitis
- Morbus Hunter
- Morbus Huntington = Chorea Huntington
- Morbus Hurler

## J
- Morbus Jaffé-Lichtenstein = Fibröse Dysplasie
- Morbus Janz = Juvenile myoklonische Epilepsie

## K
- Morbus K
- Morbus Kahler = Plasmozytom
- Morbus Kanzaki = Α-N-Acetylgalactosaminidase-Mangel
- Morbus Kaposi = Kaposi-Sarkom
- Morbus Kawasaki = Kawasaki-Syndrom
- Morbus Kerner = Botulismus
- Morbus Kienböck = Lunatummalazie
- Morbus Kitahara (veralt.) = Retinopathia centralis serosa
- Morbus Kobold (scherzh.) = Penisverletzungen bei Masturbation mit Staubsaugern
- Morbus Koch = Tuberkulose
- Morbus Korsakow = Korsakow-Syndrom
- Morbus Krabbe
- Morbus Köhler = bestimmte Formen der aseptischen Knochennekrose
  - Morbus Köhler I
  - Morbus Köhler II oder Köhler-Freiberg
- Morbus Kostmann = Kostmann-Syndrom

## L
- Morbus Ledderhose
- Morbus Legg-Calvé-Perthes = Morbus Perthes
- Morbus Leigh = Leigh-Syndrom
- Morbus Little = Infantile Zerebralparese
- Morbus Löffler = Löffler-Syndrom

## M
- Morbus Maßhoff = Lymphadenitis mesenterialis
- Morbus McArdle
- Morbus Ménétrier = Ménétrier-Syndrom
- Morbus Meulengracht
- Morbus Menière
- Morbus Möller-Barlow = Skorbut
- Morbus Mondor = Mondor-Krankheit
- Morbus Morgagni = Adams-Stokes-Syndrom
- Morbus Morquio

## N
- Morbus van Neck
- Morbus Niemann-Pick = Niemann-Pick-Krankheit

## O
- Morbus Odelberg-van Neck = Morbus van Neck
- Morbus Ord = Hashimoto-Thyreoiditis
- Morbus Ormond = Retroperitonealfibrose
- Morbus Osgood-Schlatter
- Morbus Osler
- Morbus Ollier = Enchondromatose

## P
- Morbus Paget
- Morbus Panner
- Morbus Parkinson = Parkinson-Krankheit
- Morbus Pearson
- Morbus Perthes
- Morbus Peyronie = Induratio penis plastica
- Morbus Pfeiffer = Pfeiffer-Drüsenfieber
- Morbus Pick = Pick-Krankheit
- Morbus Plummer = Autonomes Adenom
- Morbus Pompe

## R
- Morbus Raynaud = Raynaud-Syndrom
- Morbus Recklinghausen = Neurofibromatose Typ 1
- Morbus Refsum
- Morbus Reiter = Reaktive Arthritis
- Morbus Ritter von Rittershain = Staphylogenes Lyell-Syndrom
- Morbus Roger = kleiner Ventrikelseptumdefekt

## S
- Morbus Samter = Samter-Trias
- Morbus Sandhoff = Sandhoff-Krankheit
- Morbus Schaudinn = Syphilis
- Morbus Schaumann-Besnier = Sarkoidose
- Morbus Scheie
- Morbus Scheuermann = Scheuermann-Krankheit
- Morbus Schindler = Α-N-Acetylgalactosaminidase-Mangel
- Morbus Sjögren = Sjögren-Syndrom
- Morbus Schlatter = Morbus Osgood-Schlatter
- Morbus Simmonds = Panhypopituitarismus
- Morbus Sinding-Larsen-Johansson = Larsen-Johansson-Krankheit
- Morbus Stargardt
- Morbus Still = Juvenile idiopathische Arthritis
- Morbus Still des Erwachsenen
- Morbus Sudeck = Komplexes regionales Schmerzsyndrom

## T
- Morbus Tay-Sachs = Tay-Sachs-Syndrom
- Morbus Tarui
- Morbus Thiemann
- Morbus Tietze = Tietze-Syndrom
- Morbus Tourette = Tourette-Syndrom

## U
- Morbus Unna = Seborrhoisches Ekzem

## V
- Morbus Vaquez-Osler = Polycythaemia vera

## W
- Morbus Waldenström
- Morbus Wegener = Wegener-Granulomatose
- Morbus Weil = Weil-Krankheit
- Morbus Werdnig-Hoffmann = Spinale Muskelatrophie
- Morbus Werlhof = Idiopathische thrombozytopenische Purpura
- Morbus Whipple
- Morbus Wilson
- Morbus Winiwarter-Buerger = Endangiitis obliterans
- Morbus Wolman = Wolman-Krankheit